# 皇城根遗址公园
39°55′08″N 116°24′02″E / 39.91900°N 116.40055°E

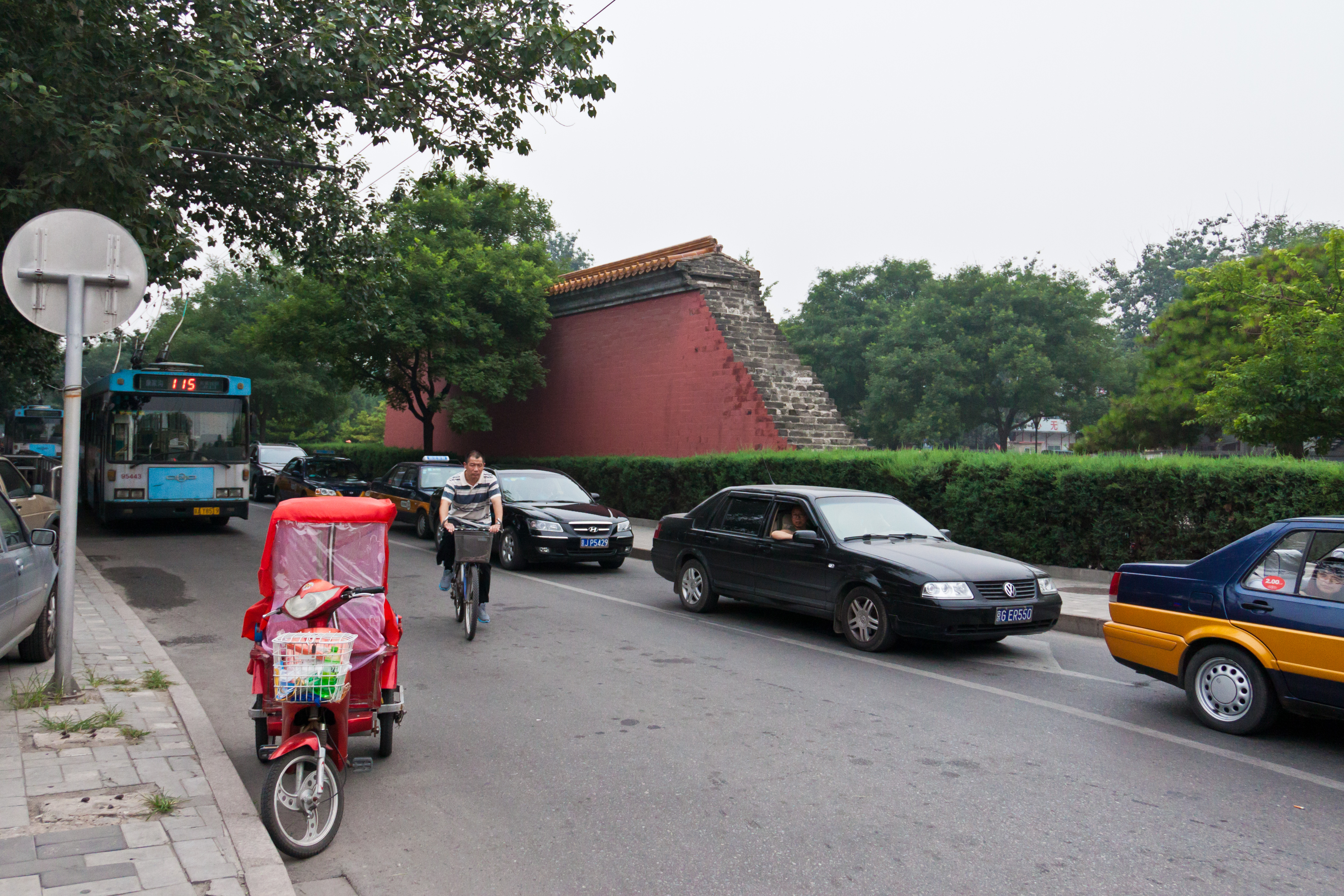
东黄城根北街

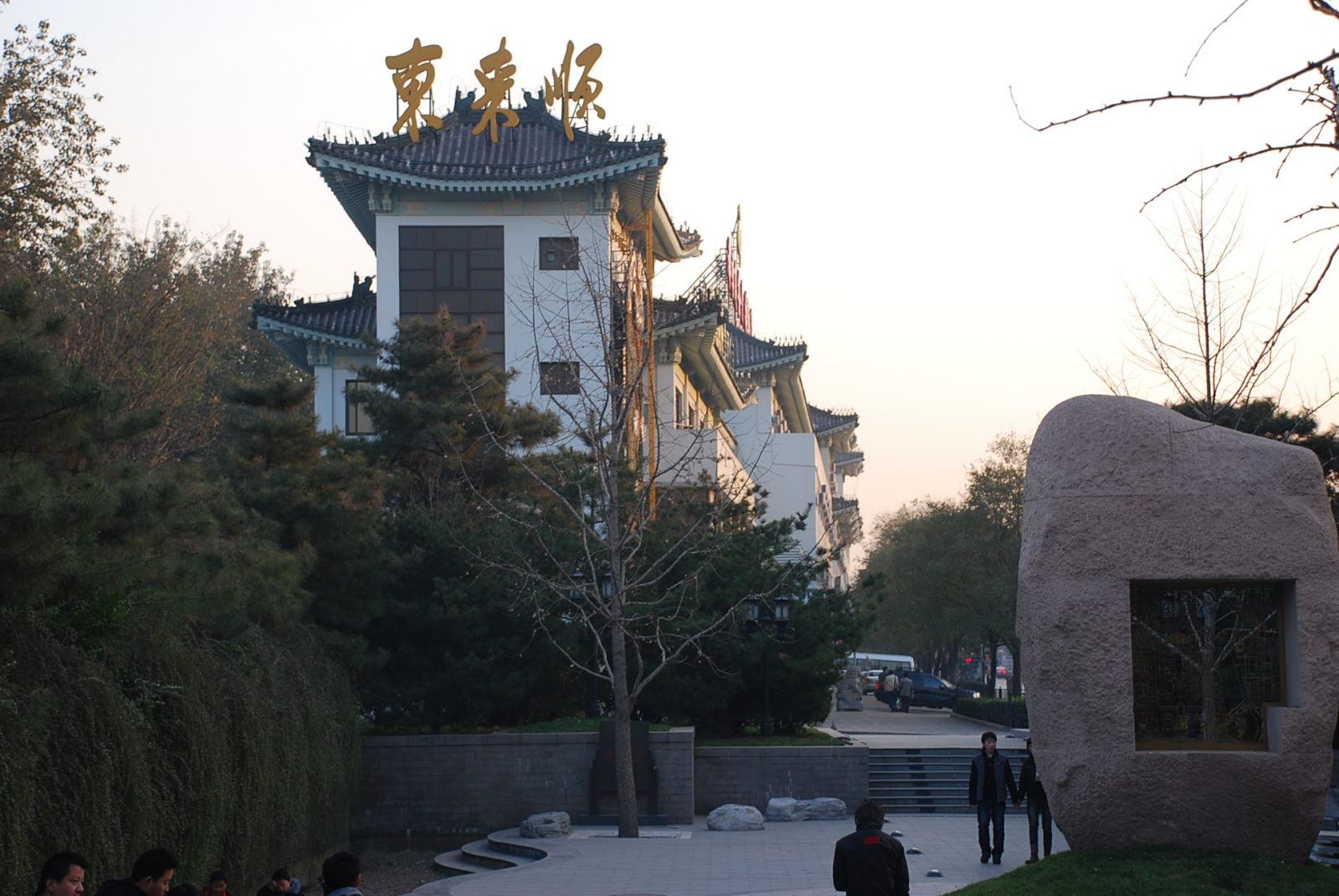
南河沿大街东侧的皇城根遗址公园南端，后面（南面）是东来顺饭庄华龙街店，自北向南拍摄。左侧白色建筑群为华龙街，右侧被巨石挡住的是南河沿大街

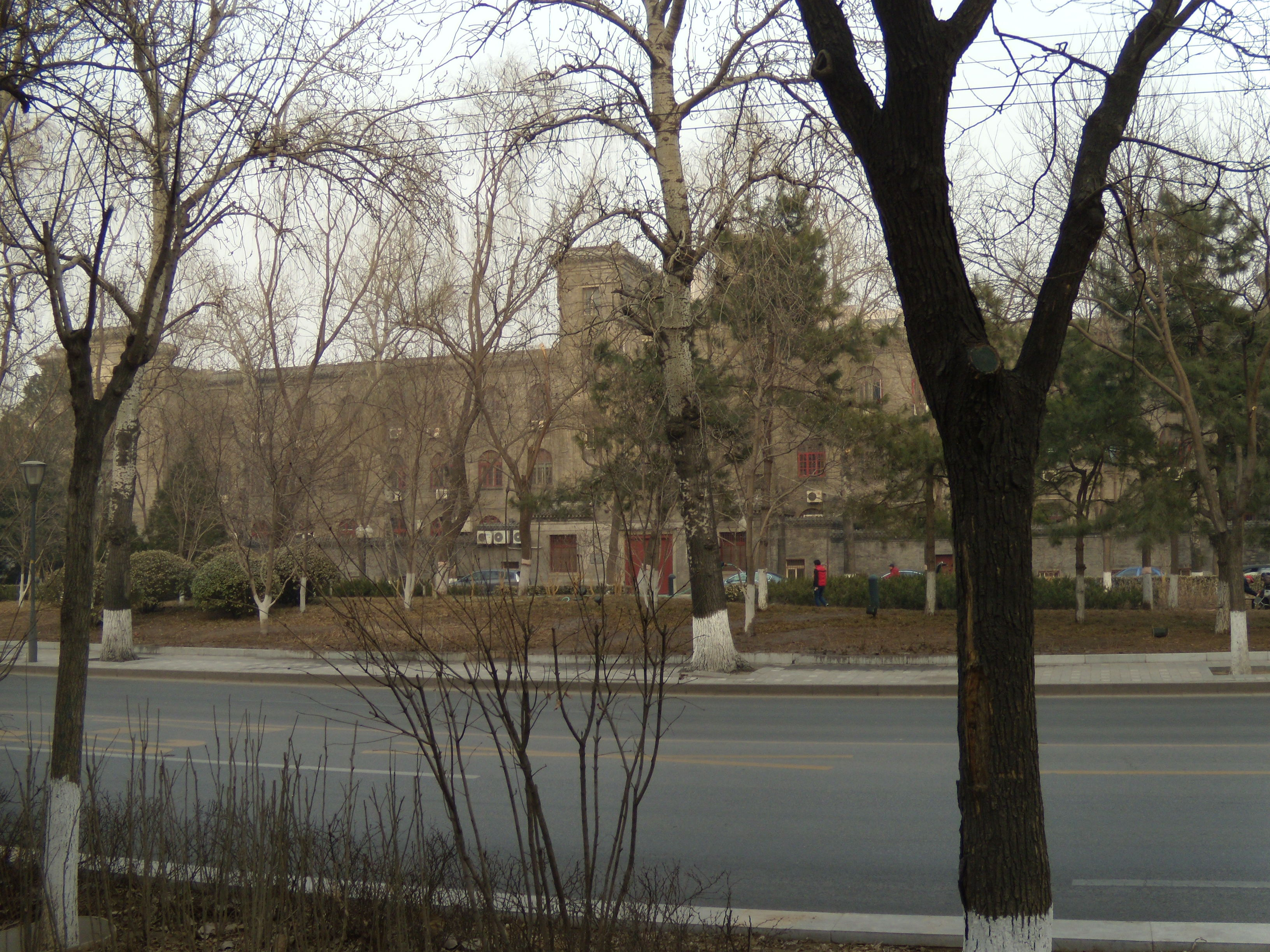
北河沿大街及其东侧的皇城根遗址公园。远处是中法大学旧址

皇城根遗址公园位于中国北京市东城区，是在北京皇城东墙遗址上兴建的公园。

## 简介
皇城根遗址公园于2001年动工兴建。南起南河沿大街东侧的华龙街以北，北到地安门东大街，全长2.8公里，宽约29米。皇城根遗址公园西侧是南河沿大街、北河沿大街，东侧是晨光街、东黄城根南街、东黄城根北街。该公园是王府井三期工程九大项目中的一个。由规划设计专家董光器、绿化设计专家檀馨、历史文化名城保护专家王世仁等人担任设计。北京建筑工程学院、东城区园林局等6个单位参加了设计方案竞标。专家对其中三个优秀方案进行了汇总，形成最终设计方案。
在公园建设中，发掘出土了明代东安门和门内石桥局部遗址，并对其进行保护及公开展示，还在公园北部的皇城东墙原址上复建了一小段皇城墙，以标示其原来的位置及形制。